# Василевка (Новомиргородская городская община)
Василевка (укр. Василівка) — село в Новомиргородской городской общине Новоукраинского района Кировоградской области Украины.
До 2020 года входило в Новомиргородский район
Население по переписи 2001 года составляло 123 человека. Почтовый индекс — 26021. Телефонный код — 05256. Код КОАТУУ — 3523881303.